# Capul Caliacra

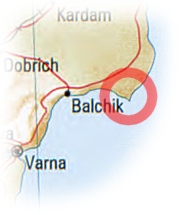
Harta capului Caliacra

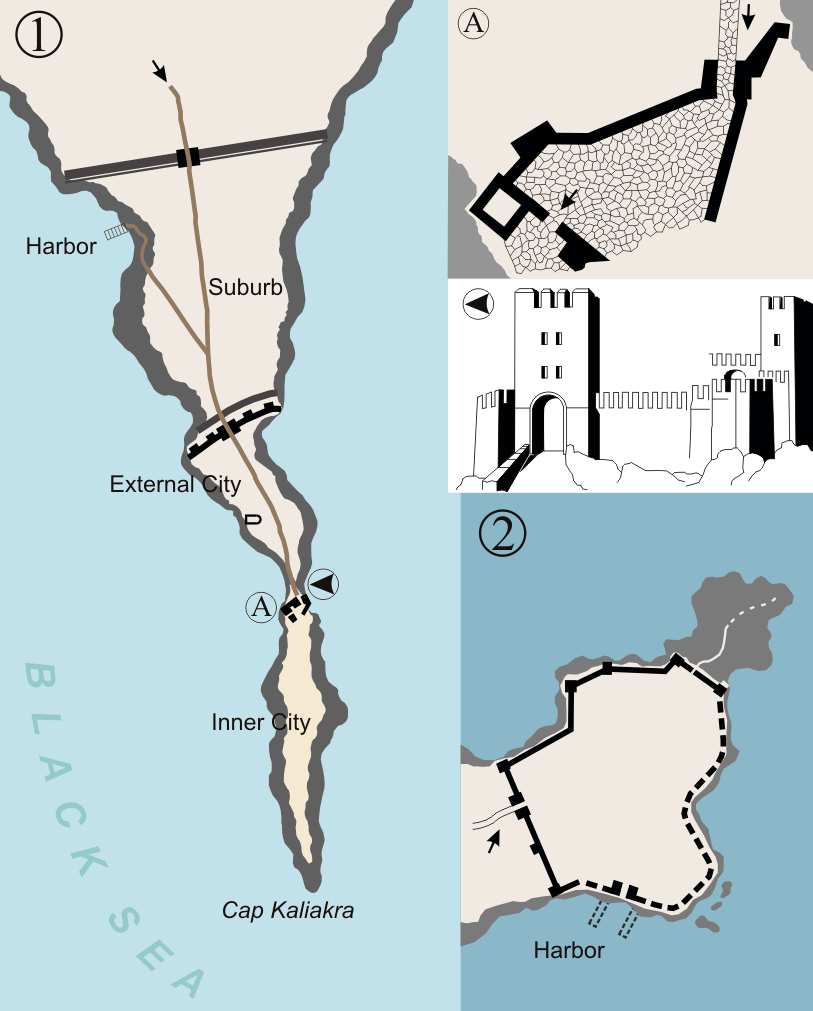
Planul cetății Caliacra

Capul Caliacra (în bulgară Калиакра - Kaliakra) este un monument al naturii din Dobrogea bulgărească (Cadrilaterul), cuprinzând o cetate medievală și o rezervație naturală.

## Geografie
Capul Caliacra este situat în nord-estul Bulgariei, la 60 km la nord-est de Varna și la 80 km la sud de Constanța, în Dobrogea. Este compus din straturi calcaroase orizontale din Miocenul sarmațian, formând un promontoriu stâncos care se îngustează spre sud, deasupra apelor Mării Negre.

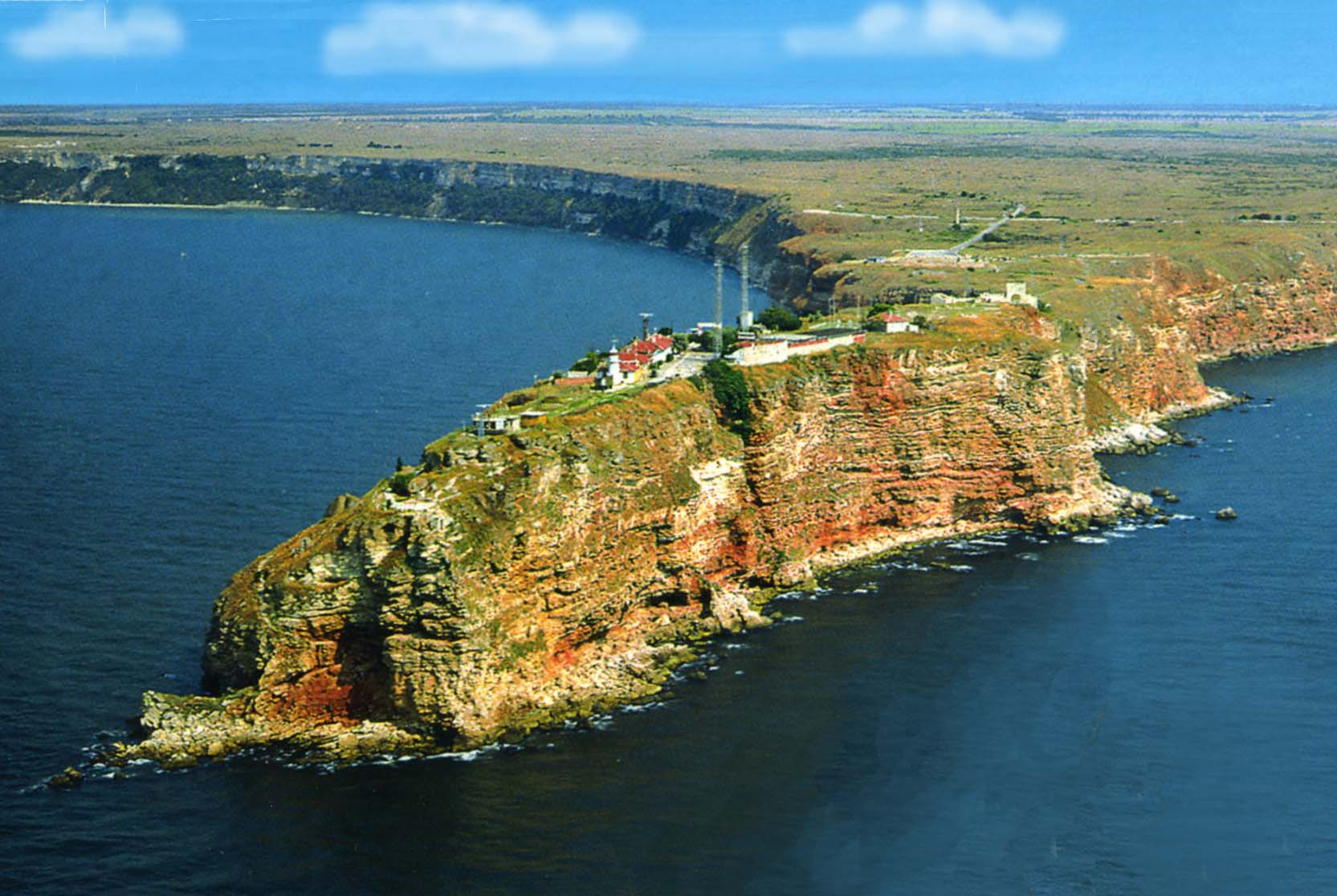
Capul Caliacra (1).
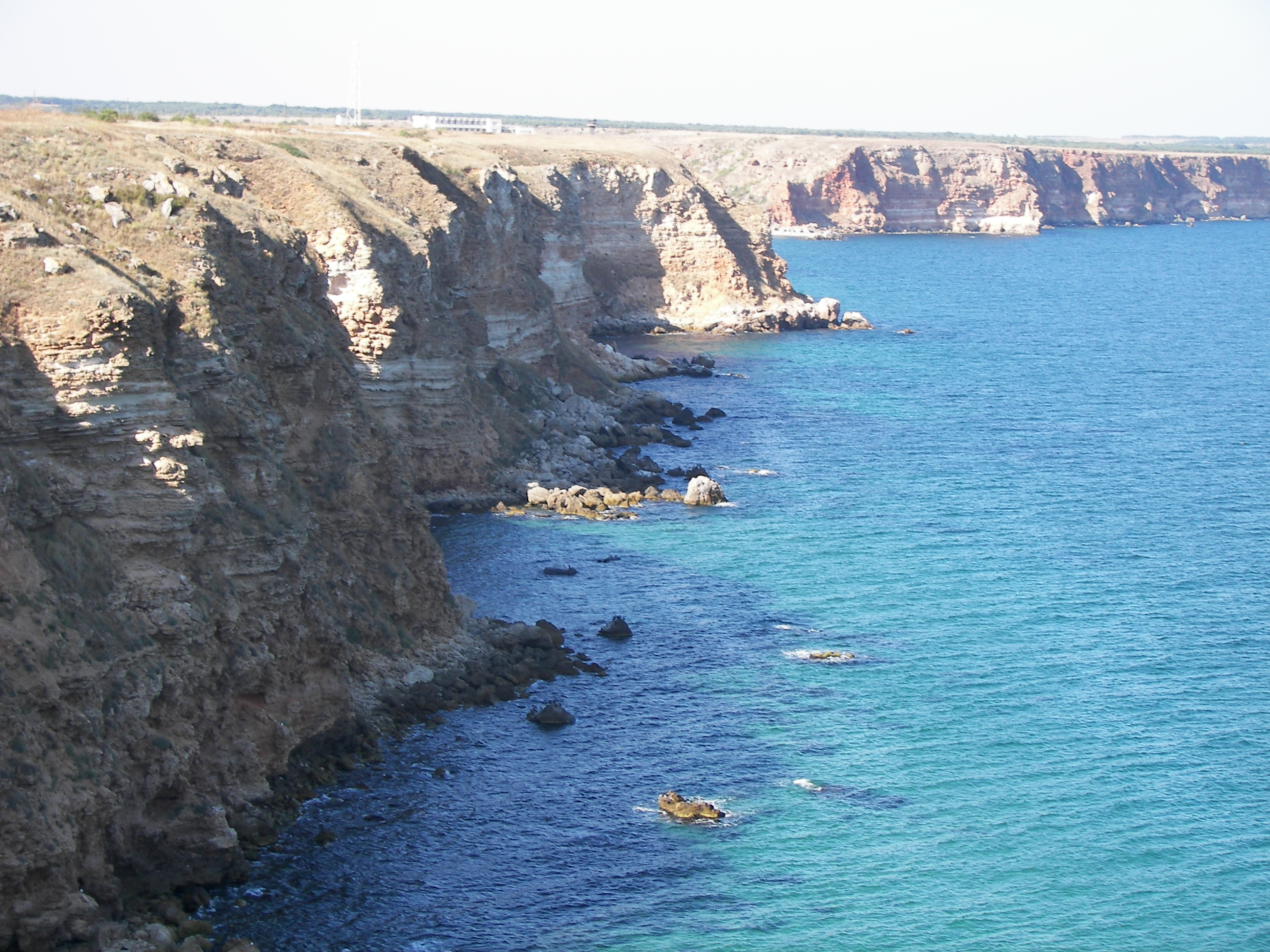
Capul Caliacra (2).

## Istoric
Pe vremea dacilor, se ridica aici o cetate, numită Tirizis. Grecii au redenumit-o Kali Akra, însemnând "bun adăpost" (față de vânturile din nord-est), denumire păstrată până în epoca bizantină și preluată de turci, sub forma Celigra. În sec. al XIV-lea, Despotatul Dobrogei și-a stabilit aici capitala sa, în timp ce călugării au transformat peșterile din faleză în schit.
În anul 1396, cetatea a fost asediată de turci și salvată prin intervenția voievozilor munteni, dar în 1421 ea a fost cucerită și distrusă. Legenda locală spune că 40 de fecioare s-au aruncat de pe faleză în mare, ca să nu fie prinse de turci. Cetatea s-a transformat definitiv în ruină, cisternele fiind distruse în acest război și în cele care au urmat.
Între anii 1913-1916 și 1918-1940, capul a făcut parte din județul Caliacra, România. În anii 1930, naturalistul român Grigore Antipa a întemeiat aici o stațiune de cercetări zoologice marine a Institutului Bio-Oceanografic din Constanța, care, după război, a adăpostit un pluton de grăniceri bulgari și ale cărei ruine se mai văd încă la dreapta șoselei care duce la cetate, la un kilometru spre apus de aceasta.
În anii 1950, a fost instalat aici un radar militar al forțelor Pactului de la Varșovia (azi, al forțelor OTAN).

## Imagini

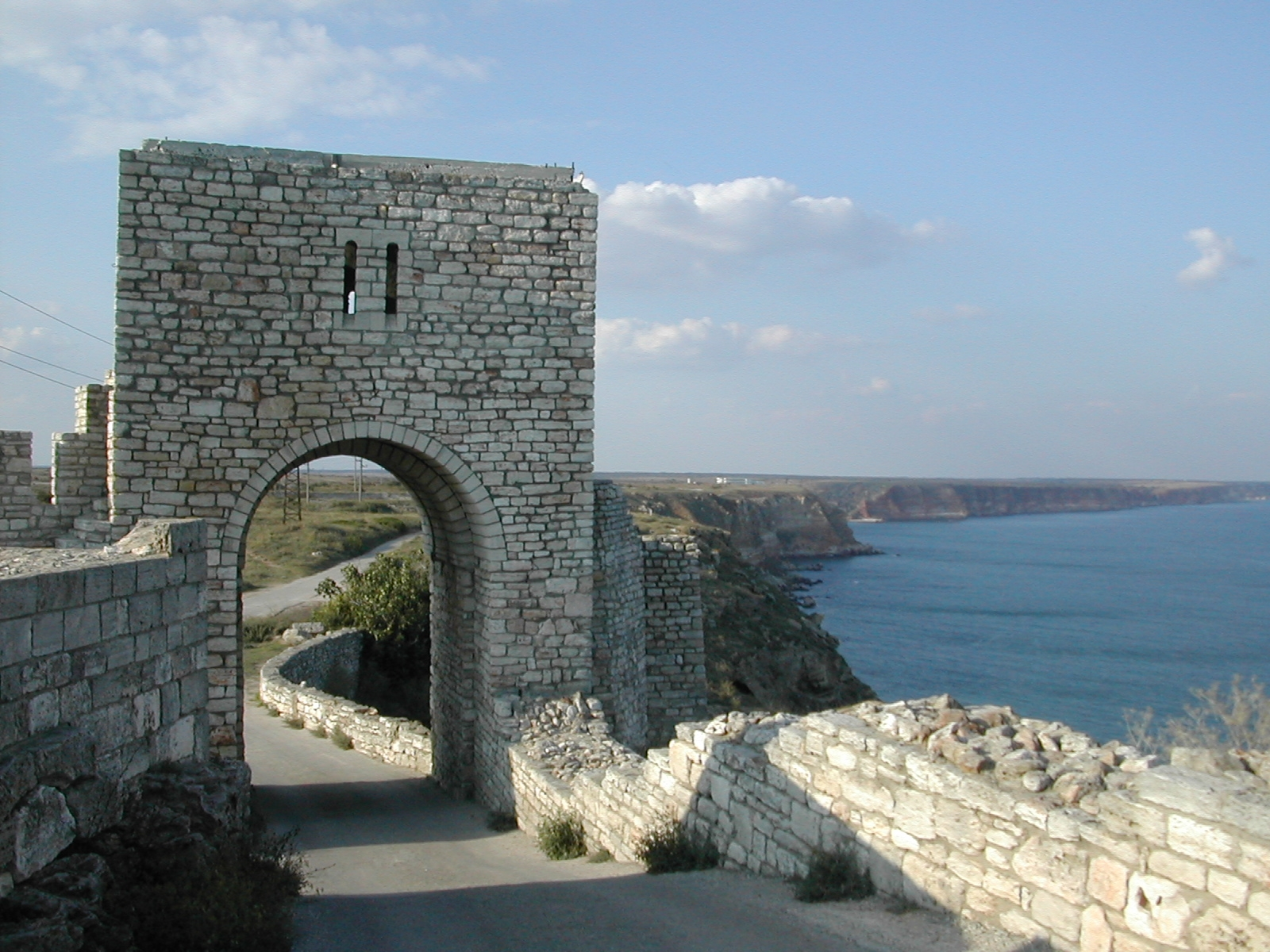
Cetatea Caliacra.
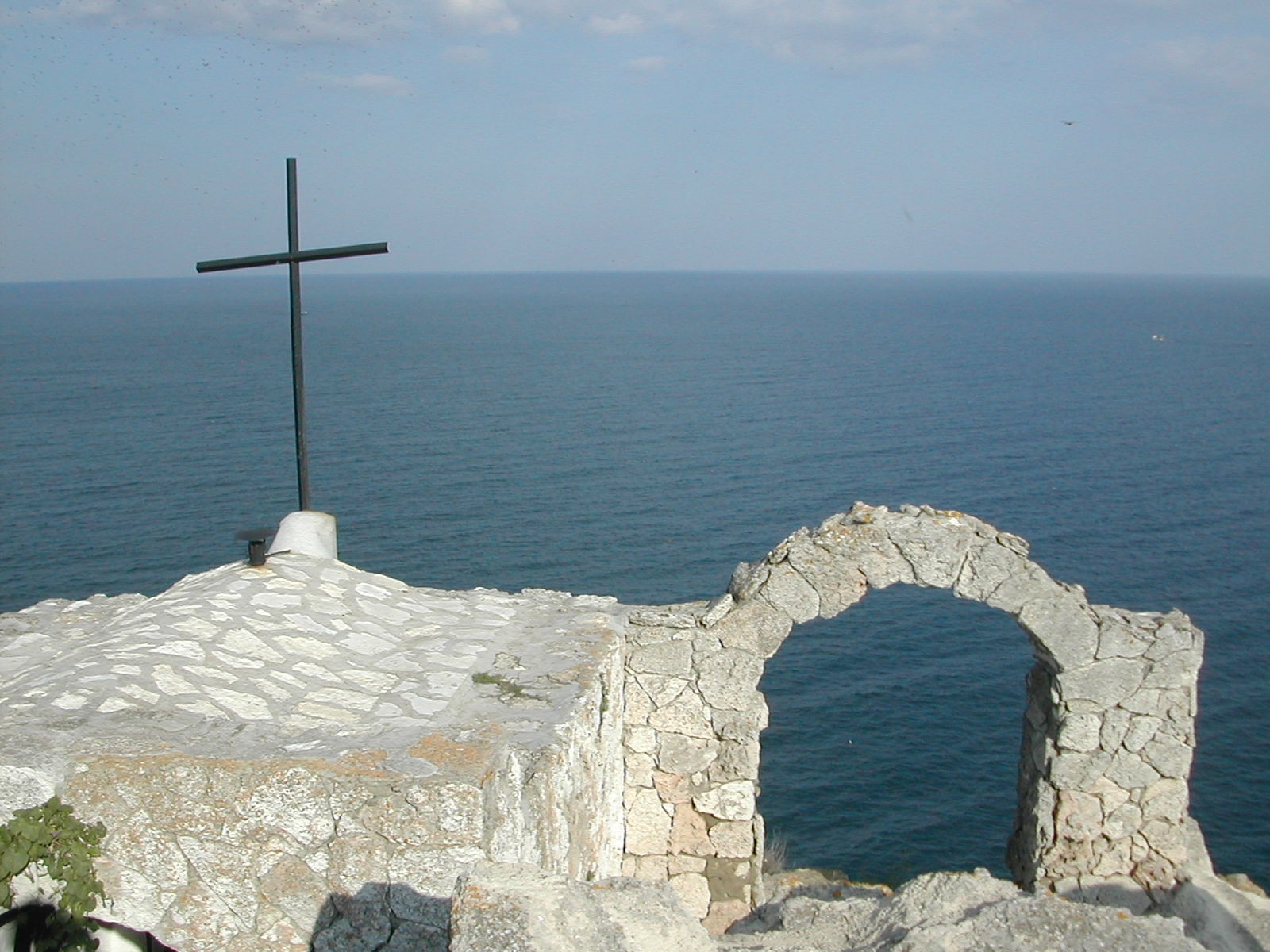
Schitul Sfântului Nicolae, ocrotitorul marinarilor.
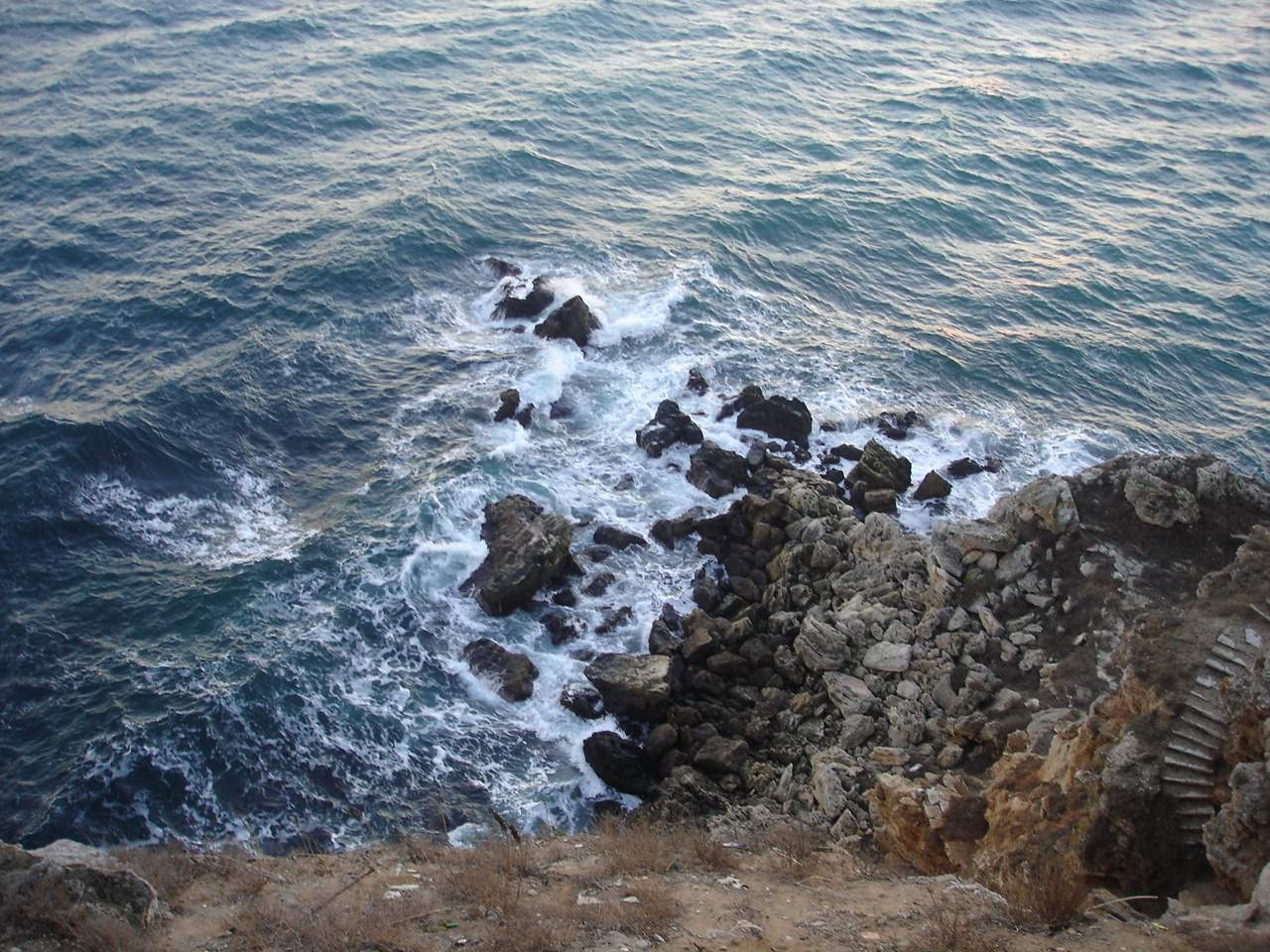
Stâncile de care s-au zdrobit fecioarele de la Caliacra, în 1421.
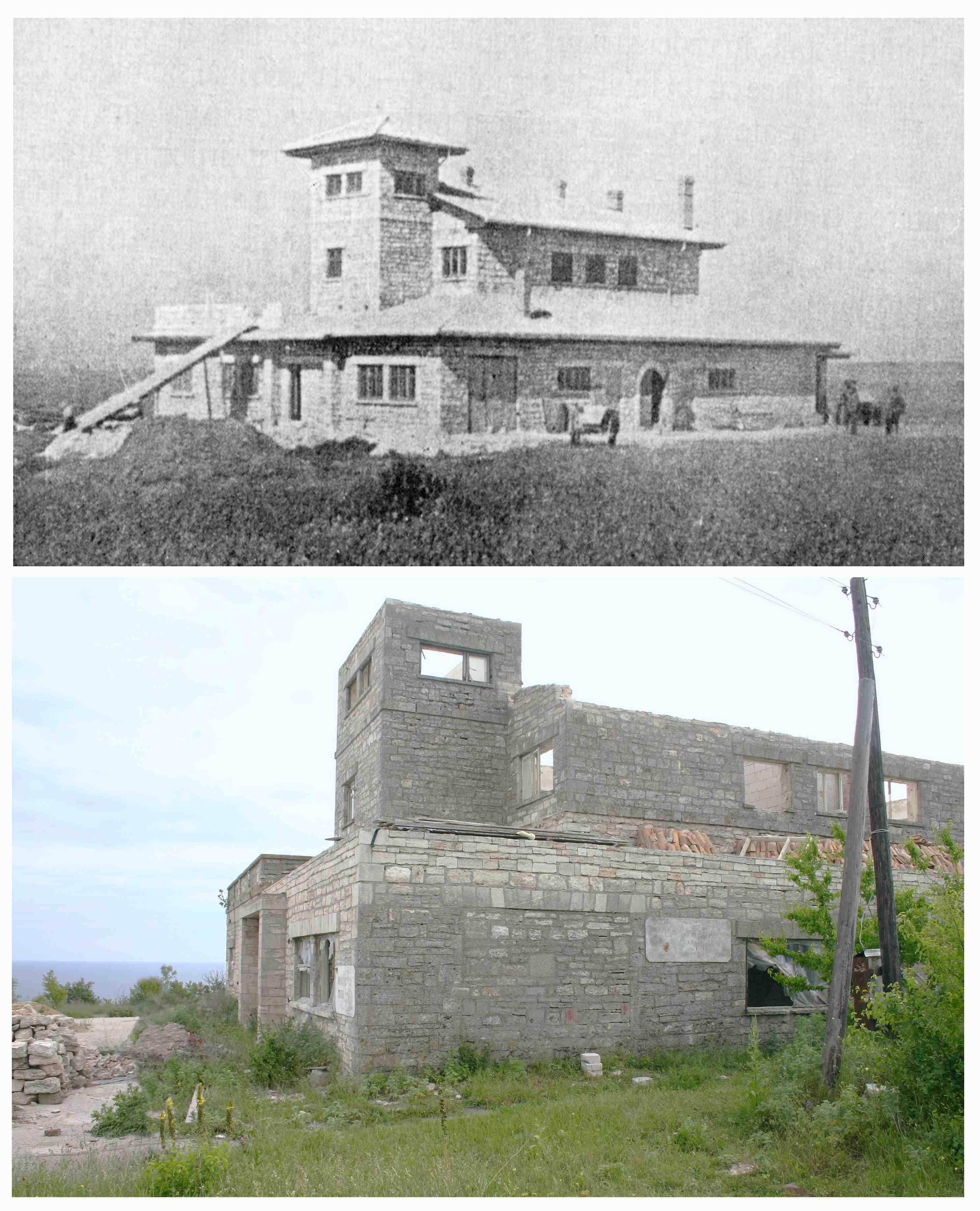
Staţiunea de cercetări zoologice marine Caliacra în 1937 (RO) și în 2007 (BG).
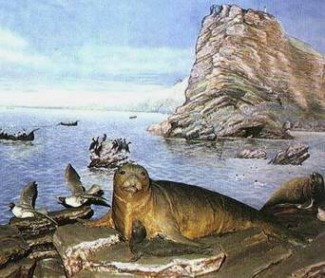
Dioramă de la Muzeul Antipa cu focile Monachus monachus albiventer de la Caliacra, azi dispărute.
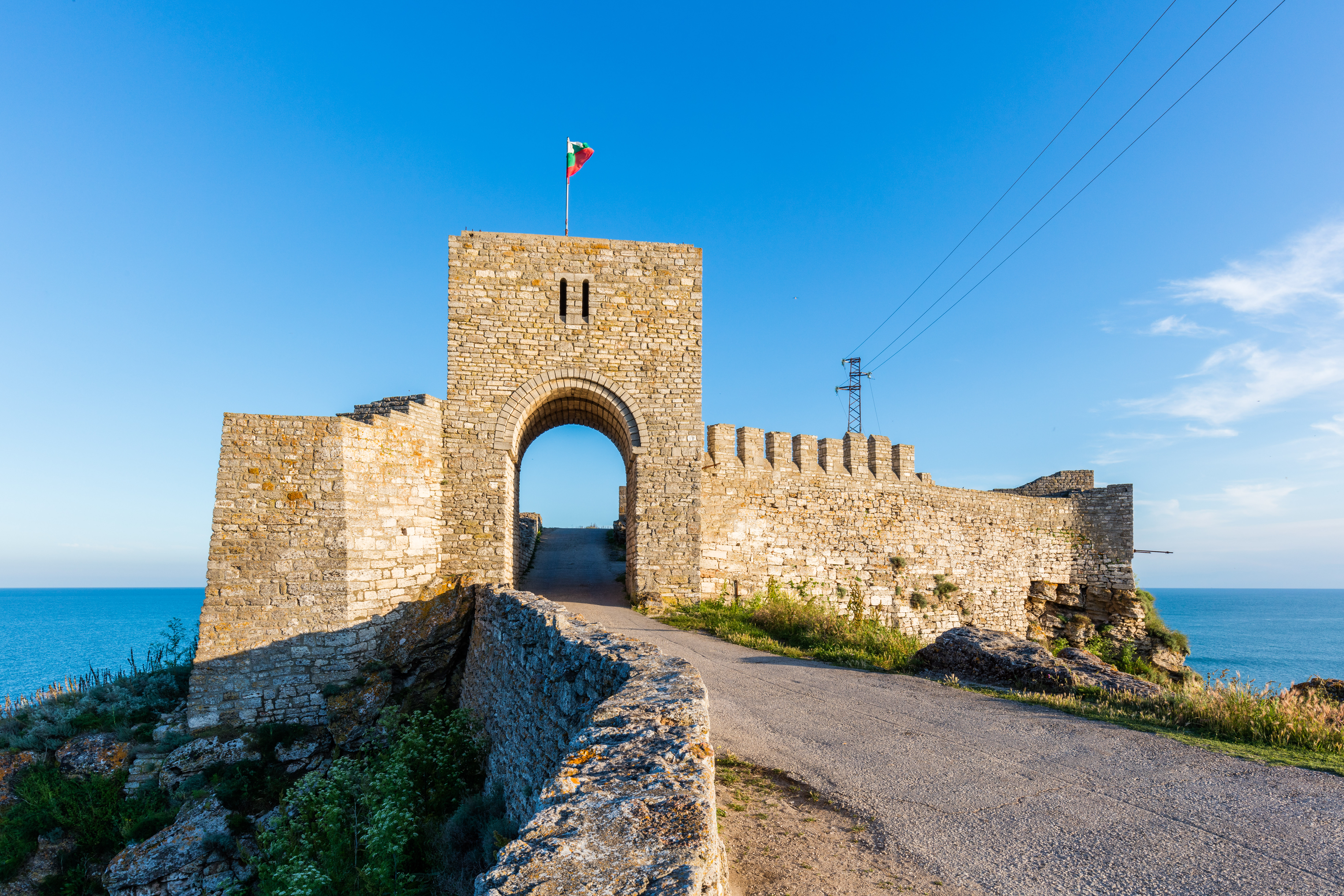
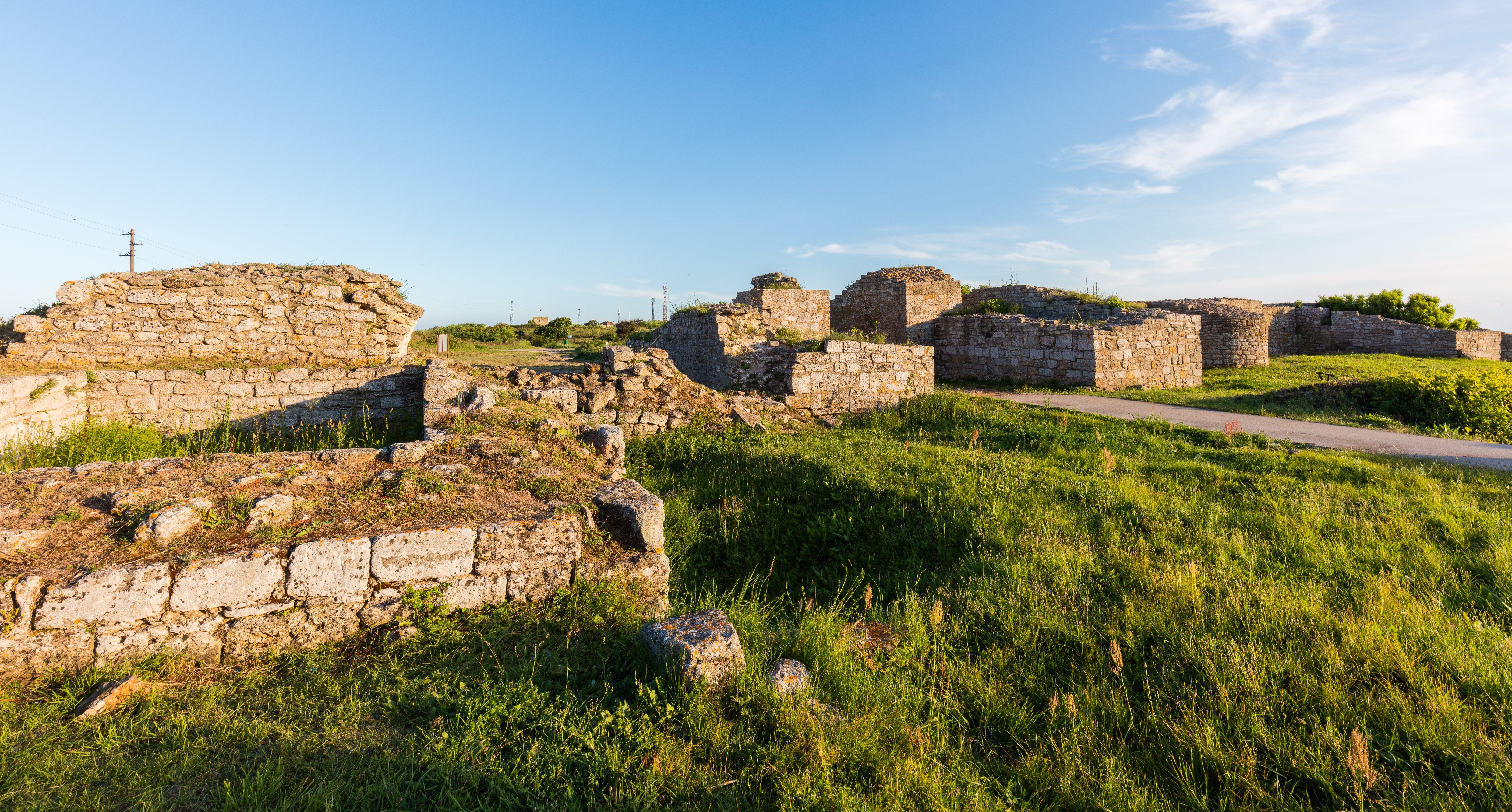
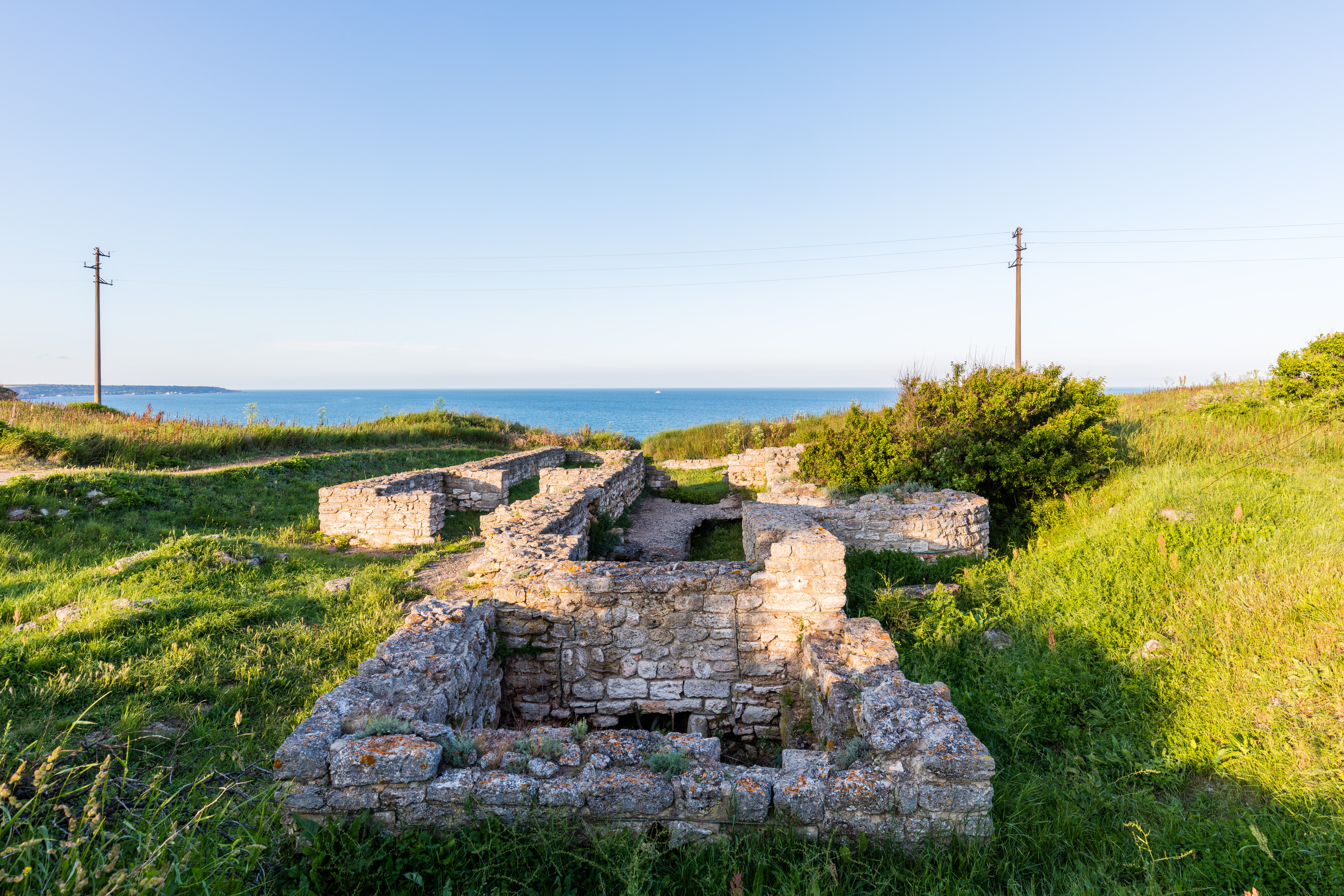
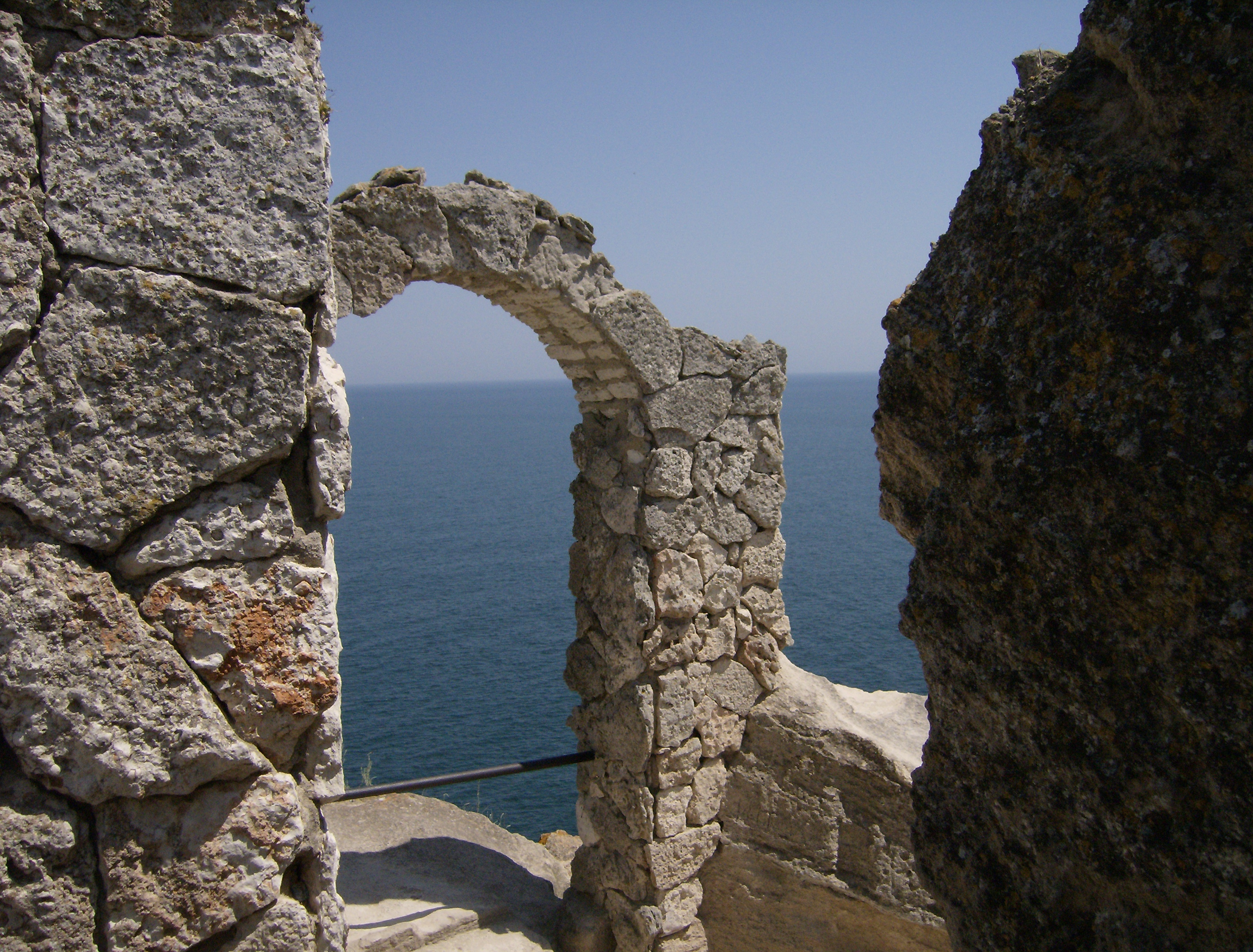
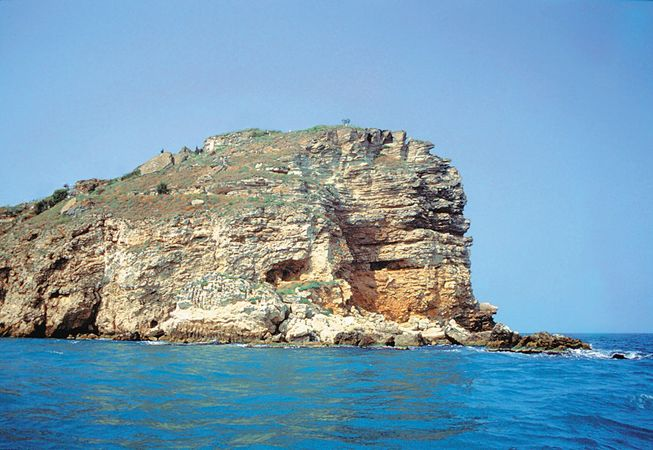
Capul Caliacra, pe țărmul bulgăresc
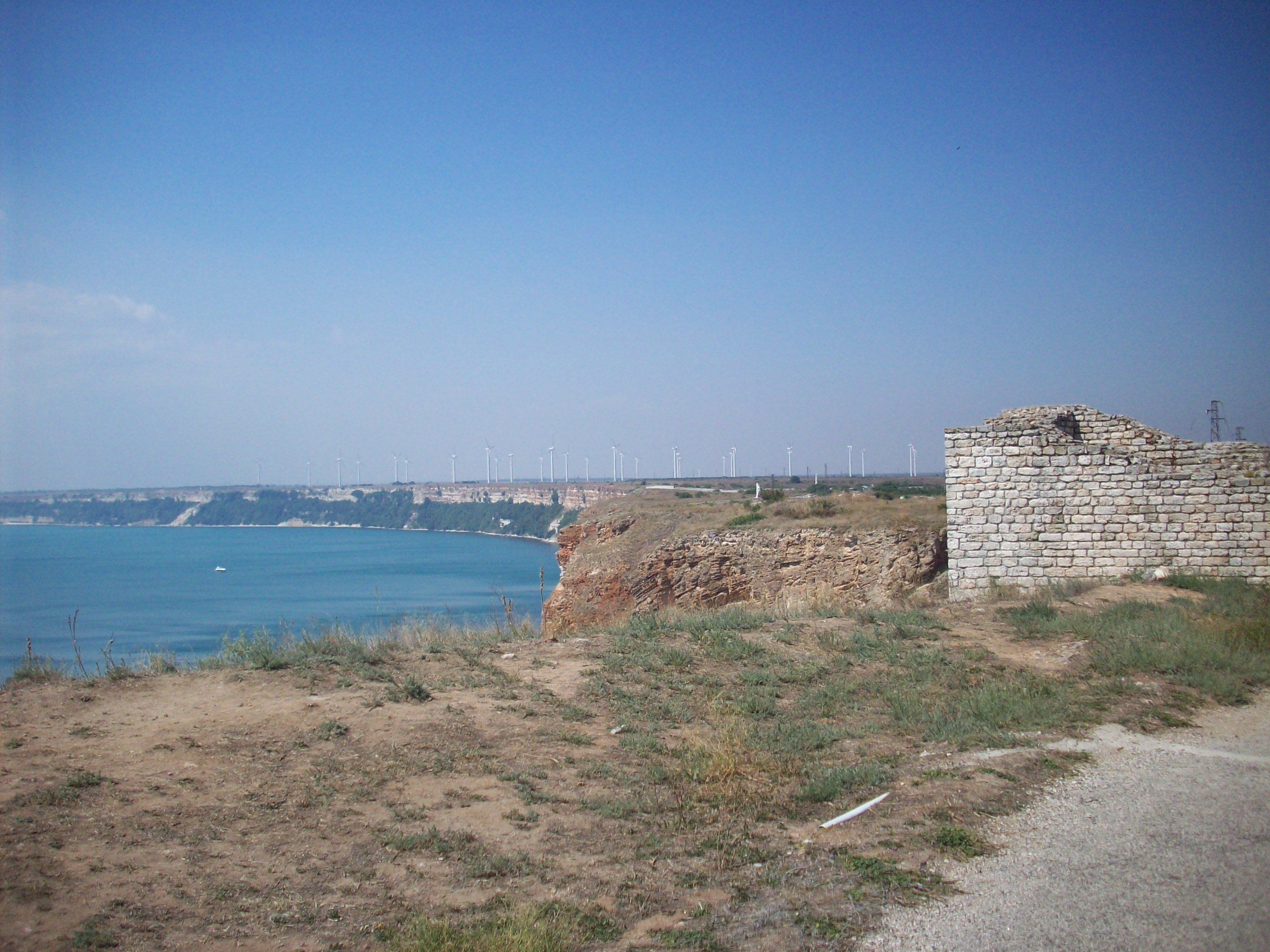
Turbine eoliene la Caliacra. Aici, monumentele trecutului și cele ale viitorului se întâlnesc.
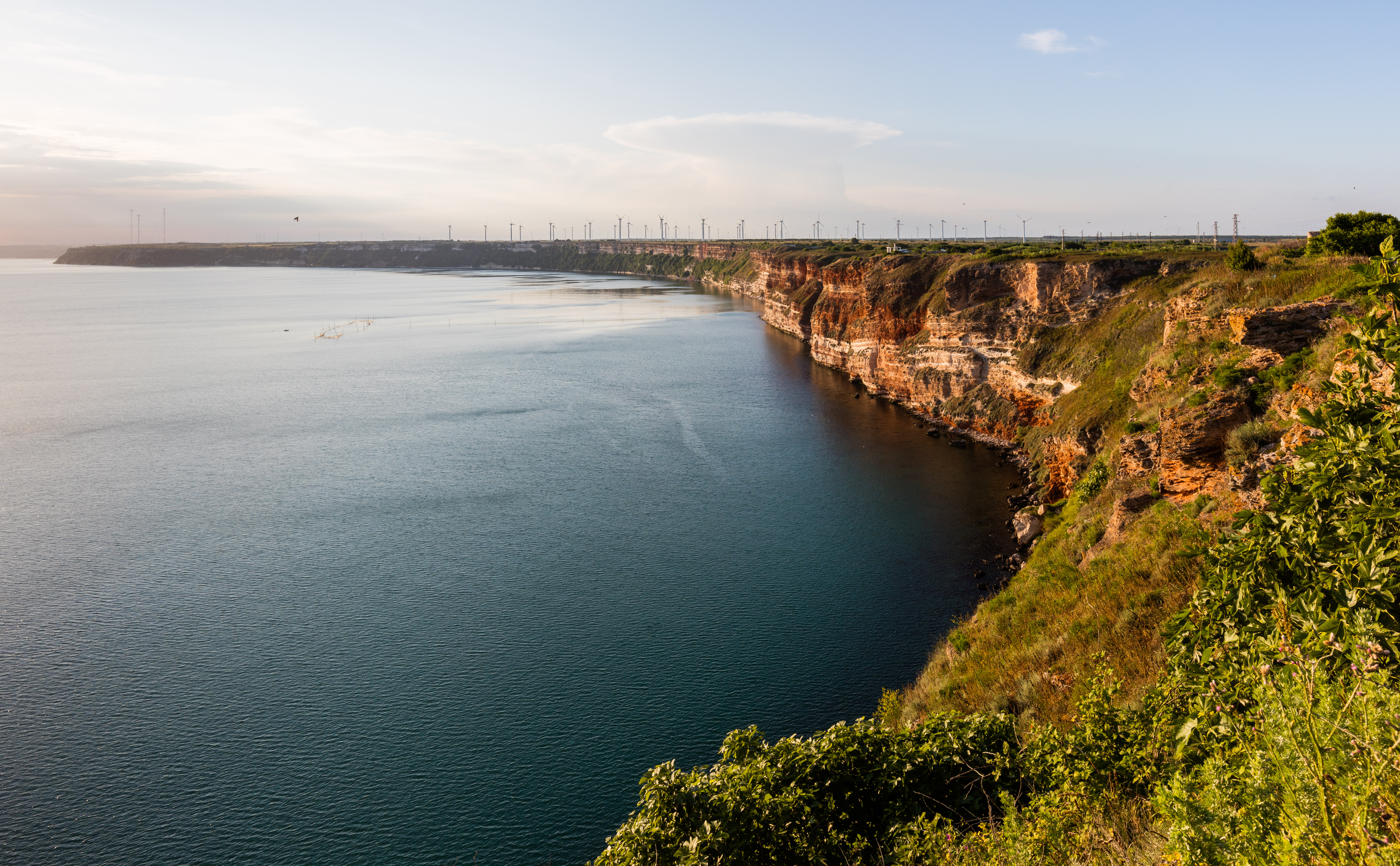
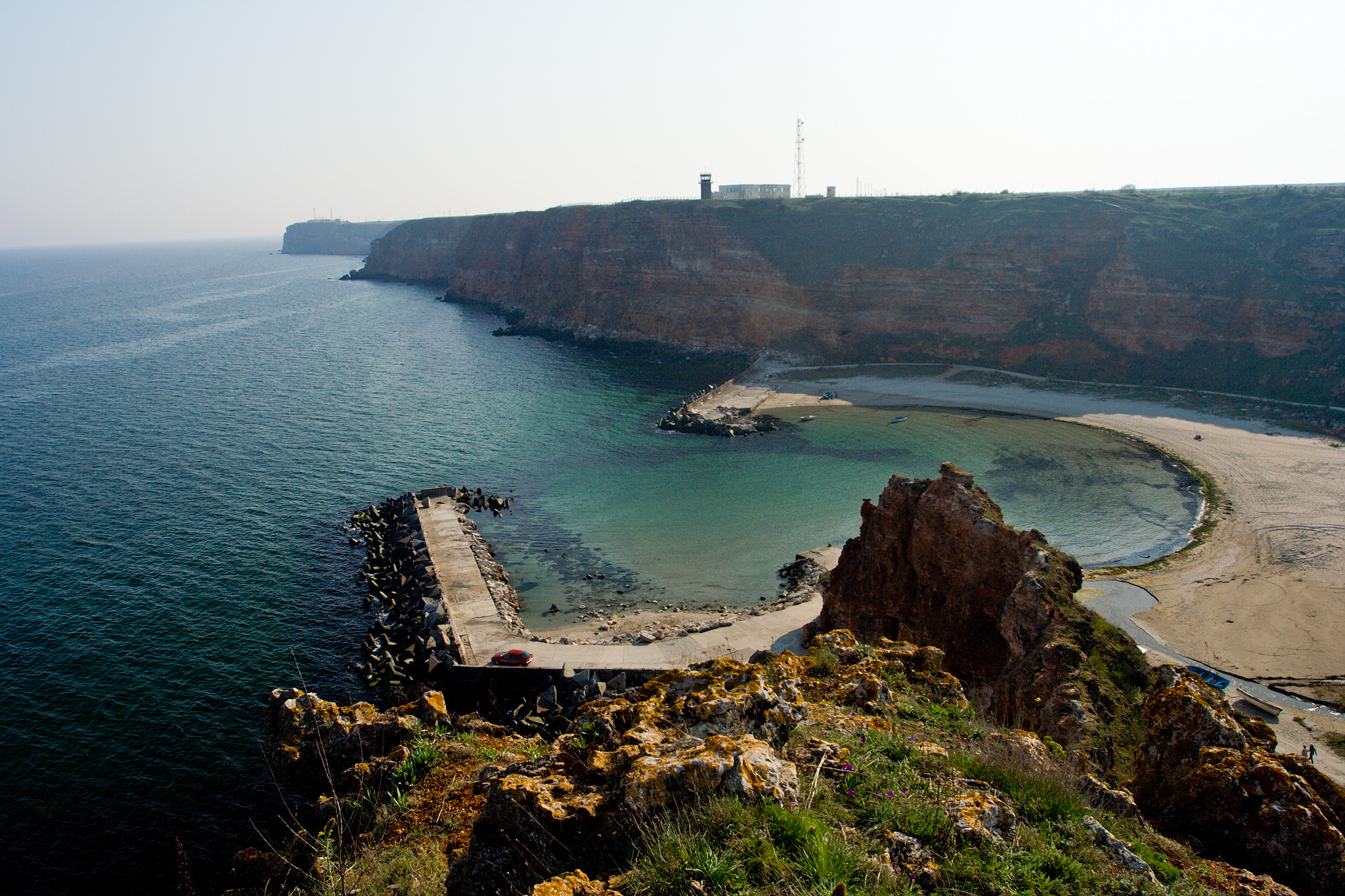
Bolata, lângă capul Caliacra.